# Farbus Mountain
Farbus Mountain är ett berg i Kanada.   Det ligger i provinsen Alberta, i den centrala delen av landet, 3 100 km väster om huvudstaden Ottawa. Toppen på Farbus Mountain är 3 205 meter över havet, eller 211 meter över den omgivande terrängen. Bredden vid basen är 1,6 km. Farbus Mountain ingår i Rocky Mountains.
Terrängen runt Farbus Mountain är huvudsakligen bergig.Trakten runt Farbus Mountain är nära nog obefolkad, med mindre än två invånare per kvadratkilometer.. Det finns inga samhällen i närheten. 
Trakten runt Farbus Mountain är permanent täckt av is och snö.